# Straßenbahn Rouen
Die Straßenbahn Rouen (frz. Tramway de Rouen) ist eine Straßenbahn in der französischen Stadt Rouen. Zwischen den beiden Weltkriegen war es eines der umfangreichsten Netze in ganz Frankreich. Nach der Stilllegung im Jahr 1953 wurde nach rund 40-jähriger Pause im Jahr 1994 ein neues Netz in Betrieb genommen. Betreibergesellschaft ist der Transports en commun de l’agglomération rouennaise (TCAR), eine Tochtergesellschaft von Transdev S.A. Die Straßenbahn ist Teil des Stadtverkehrsnetzes, das als Réseau Astuce bezeichnet wird.

## Geschichte der historischen Straßenbahn

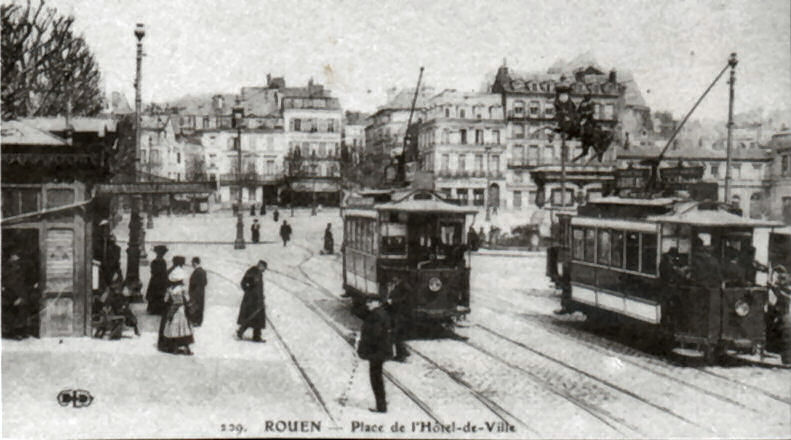
Zwei Triebwagen am Place de l'Hôtel de Ville

Die erste Straßenbahnstrecke in Rouen wurde nach dem Deutsch-Französischen Krieg der Jahre 1870/71 gebaut und am 29. Dezember 1877 auf einer Länge von 27 km in Betrieb genommen. Ein kurzer Versuch mit Dampfbetrieb wurde bereits 1884 beendet und man kehrte wieder zur Pferdestraßenbahn zurück. Bereits ab 1895 wurde das gesamte Streckennetz im Hinblick auf die geplante – in Rouen stattfindende – Kolonialausstellung des Jahres 1896 elektrifiziert.
Zur Überwindung des relativ großen Höhenunterschieds zwischen dem Tal der Seine und den südlich davon liegenden Höhen wurde im Jahr 1892 der Ort Bonsecours mit einer Standseilbahn an Rouen angebunden und bereits 1899 durch eine Straßenbahn ergänzt und wenig später ersetzt. Die letzten Streckenerweiterungen erfolgten 1912 mit einer Überlandstrecke nach Bois-Guillaume und 1915 mit der Anbindung einer Kaserne an den ÖPNV. Das Netz umfasst 19 Linien.
Nachdem 1927 die erste Autobuslinie in Betrieb genommen worden war, musste schließlich die Straßenbahn weichen. 1930 wurde der Betrieb auf der ersten Linie eingestellt.
Nach einem gewissen Niedergang zwischen dem Ersten Weltkrieg und dem Zweiten Weltkrieg brachte das Ende des Zweiten Weltkrieges eine ernüchternde Bilanz. Von den 78 Triebwagen, die 1939 zur Verfügung standen, waren nur noch 38 betriebsfähig. Große Schäden gab es auch an Gleisen und Oberleitungen. Das Depot war ebenfalls durch Bombentreffer mehrfach beschädigt worden. Außerdem waren alle Brücken über die Seine zerstört worden, wodurch das Netz in zwei Teile geteilt wurde.
1950 beschloss die Stadtverwaltung, dass der Straßenbahnbetrieb mittelfristig eingestellt werden sollte, was dann schließlich im Februar 1953 erfolgte.

## Geschichte der modernen Straßenbahn

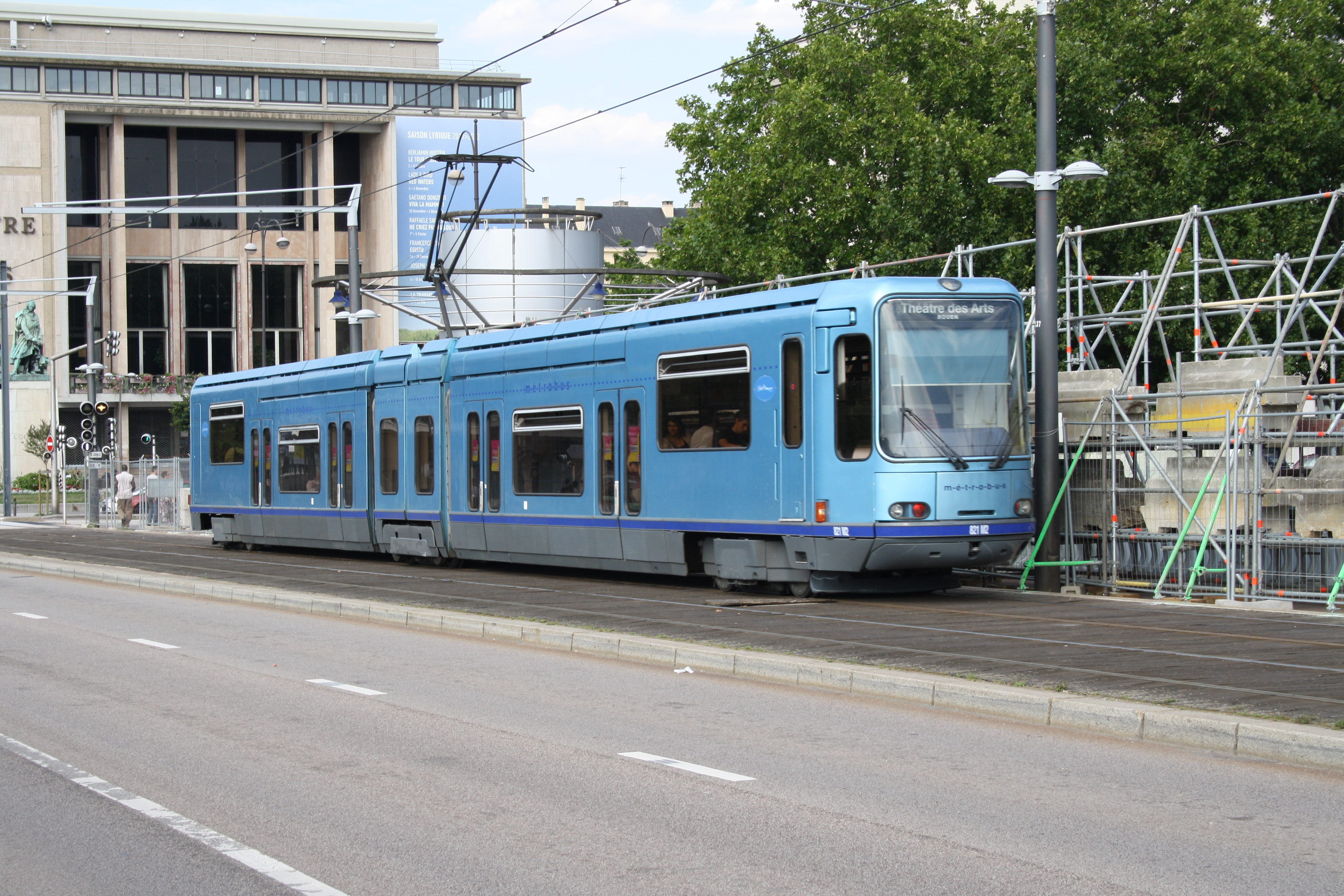
Zug der 1. Generation des Typs Tramway français standard (TFS) auf der Brücke Pont Jeanne d'Arc über die Seine, 2011

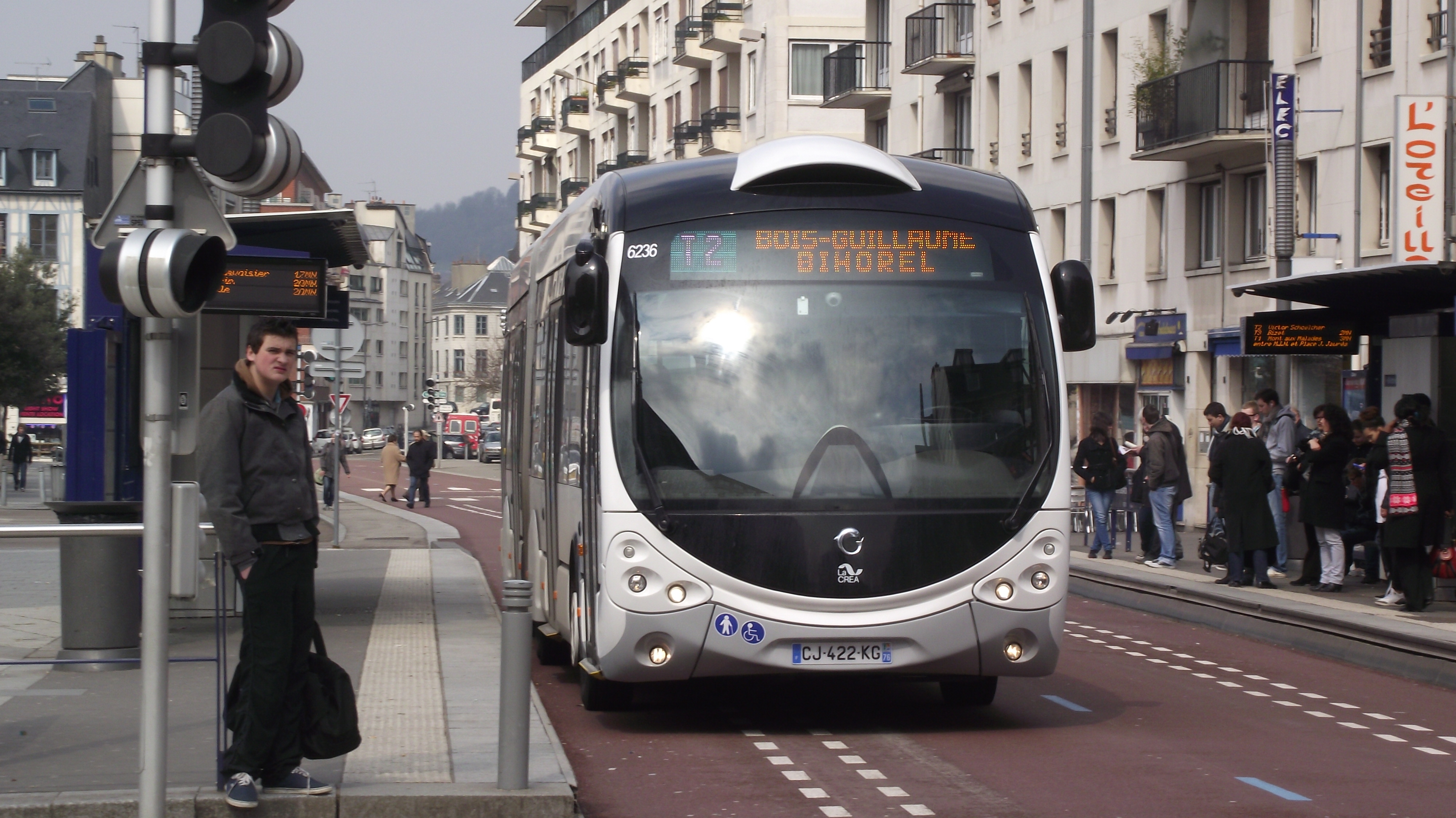
Spurgeführter TEOR-Bus auf der Linie T2

1982 stellte die regionale Autorität Syndicat intercommunal à vocation multiple (Sivom) fest, der Straßenverkehr drohe, die Stadt zu ersticken. Die Unzulänglichkeit des kommunalen Busverkehrs, der als unzureichend, unregelmäßig und langsam erachtet wurde, sei eine der Ursachen der Staus. Dennoch dauerte es noch vier Jahre, ehe die Stadt- und Gemeinderäte des Ballungsraums den Centre d’études technique et de l’équipement (Cété) mit einer entsprechenden Studie beauftragten. Im Mai 1987 stellte der Cété fest, ein VAL-System sei zu teuer, eine Straßenbahn hingegen entspräche den geographischen Gegebenheiten der Stadt und den Bedürfnissen seiner Einwohner. Unter Bürgermeister Jean Lecanuet (UDF) wurde im September 1978 der Vorentwurf bezüglich einer Stadtbahn („Métro léger“) in Auftrag gegeben, der den Bau von zwei insgesamt 10,3 km langen Strecken zu einem Preis von 1,6 Milliarden Franc vorsah. Nachdem im März 1989 Laurent Fabius (PS) von Lecanuet den Vorsitz des Sivom übernommen hatte, wurde das Projekt zugunsten einer Y-förmigen, 11,2 km langen Strecke überarbeitet.
Am 28. Februar 1991 traf der Sivom die Entscheidung, eine 10,7 km lange Stadtbahnlinie mit einem 1850 m langen Tunnelabschnitt zu errichten. Noch im selben Jahr begannen die Bauarbeiten, der Tunnel unter der Innenstadt wurde im Schildvortriebsverfahren errichtet. Die Kosten wurden auf 320 Millionen Euro geschätzt. Am 16. Dezember 1994 konnte die neue Bahn in Betrieb genommen werden. Am 1. September 1997 erfolgte eine Streckenverlängerung nach Saint-Étienne-du-Rouvray zum neuen Endpunkt Technopôle und die Eröffnung der Station Palais de Justice im Stadtzentrum. 2011/2012 wurden die Endhaltestellen Technopôle und Boulingrin sowie die Station Saint-Sever und die Überführung über die Seine (Pont Jeanne d’Arc) umgebaut.
Mit den Metrobussen TEOR (= Transport est-ouest rouennais) sollte ein Straßenbahn-Vorlaufsystem geschaffen werden, der vorgesehene Ausbau als Straßenbahn wurde aus Kostengründen jedoch bereits 1997 aufgegeben. Die TEOR-Busse auf den Linien T1, T2 und T3 verkehren mit einer optischen Spurführung zu ca. 50 % auf eigener Trasse. Die Haltestelle Boulingrin ist gemeinsamer Endpunkt der Straßenbahn und der Linie T1, zentraler Verknüpfungspunkt ist die Station Théâtre des Arts.

## Métro oder Straßenbahn?
Da ein kleiner Teil der Strecke im Tunnel verläuft und auch einige Haltestellen dort liegen, wird die Bahn in Frankreich als U-Bahn (Métro) eingestuft, obwohl die verwendeten Fahrzeuge typische Straßenbahnwagen sind. Auch die Stromzufuhr erfolgt, wie bei Straßenbahnen üblich, über eine Oberleitung.
In der Stadt Rouen wird die Straßenbahn als Métro léger (Leicht-U-Bahn) bezeichnet und hat die Linienbezeichnung „M“ (wie Métro) erhalten.

## Strecke

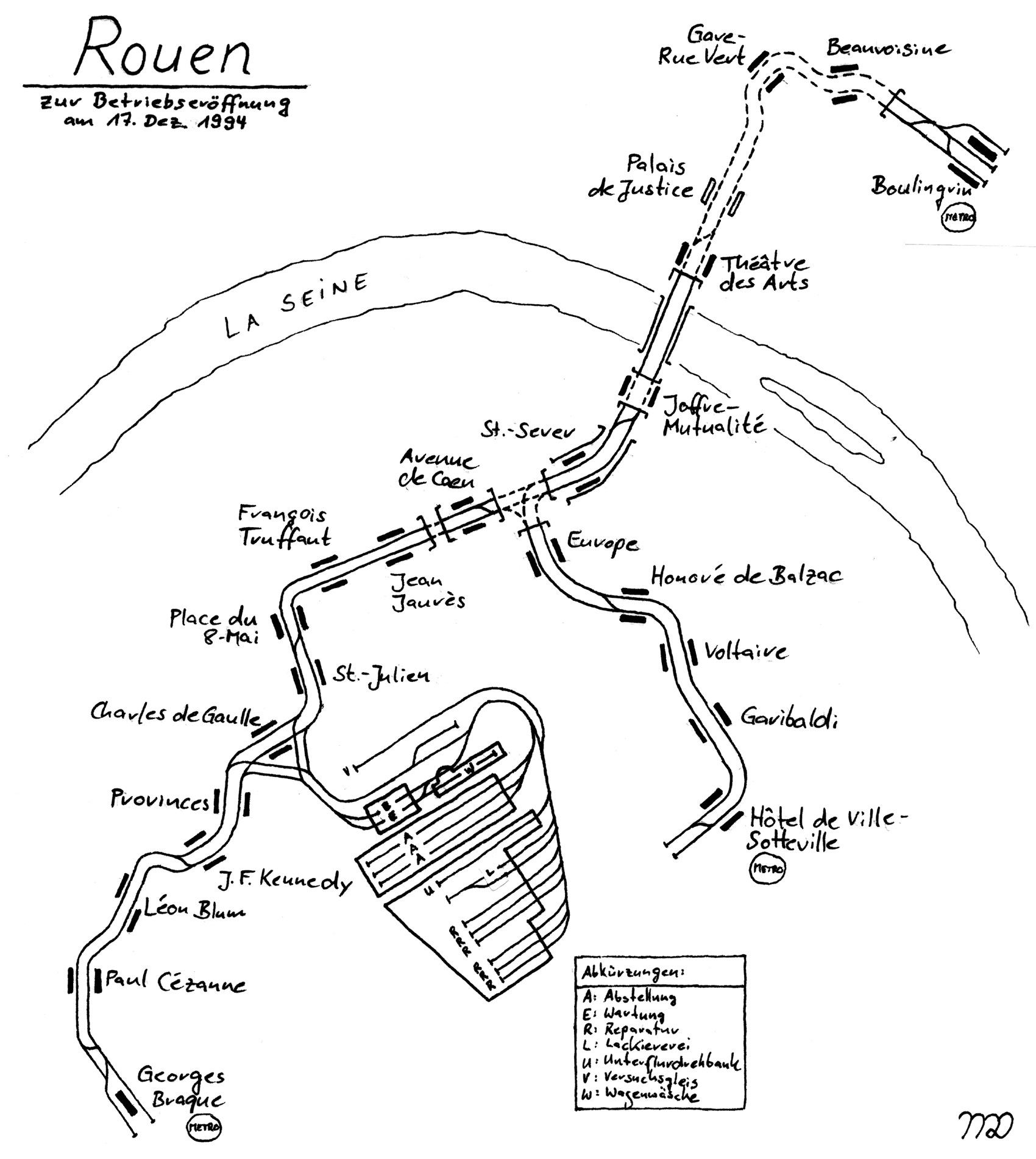
Gleisplan 1994 – das Netz wurde 1997 über Hôtel de Ville de Sotteville hinaus nach Technopôle erweitert

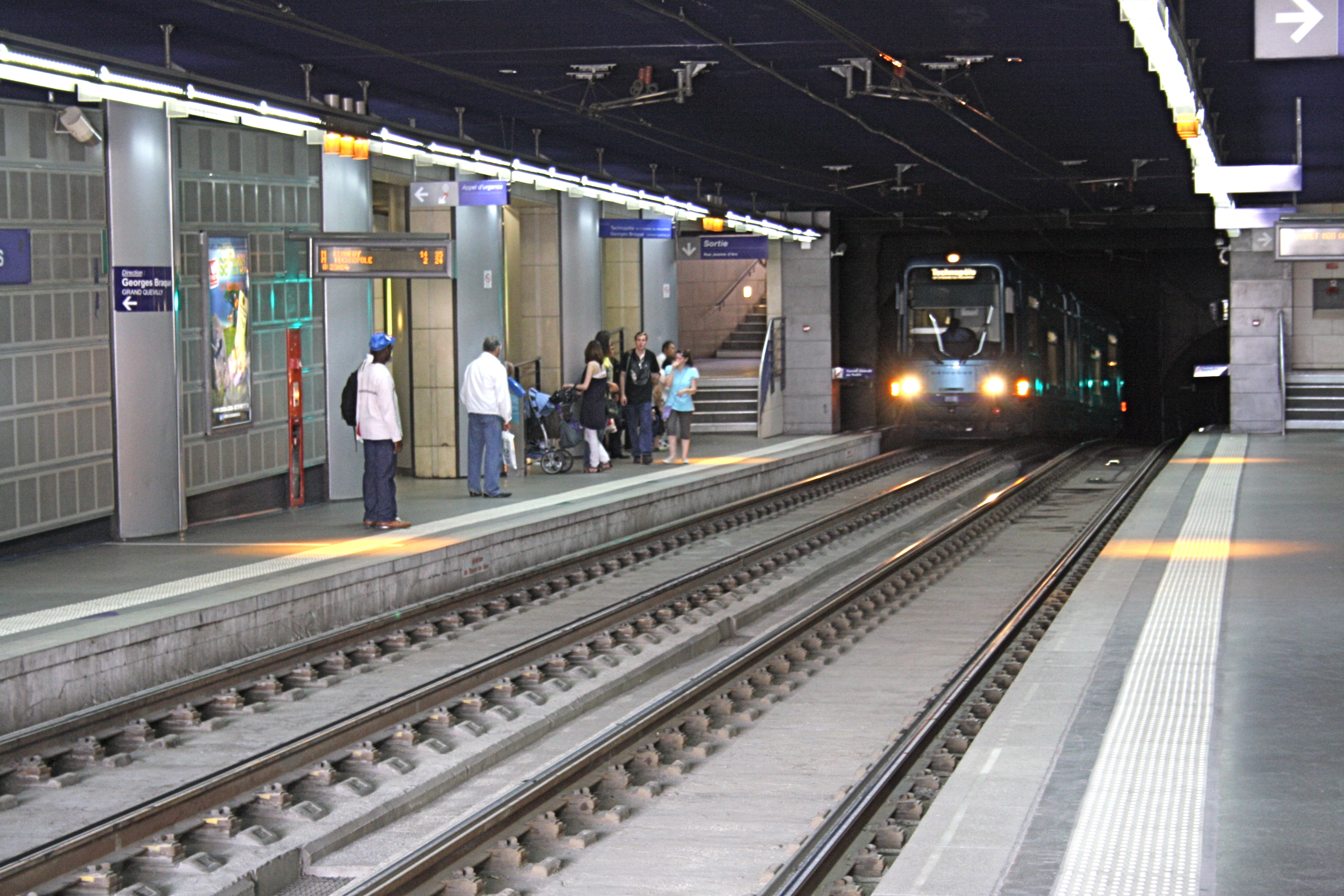
In der Steigung zur Seinebrücke gelegene Umsteigehaltestelle Théâtre des Arts

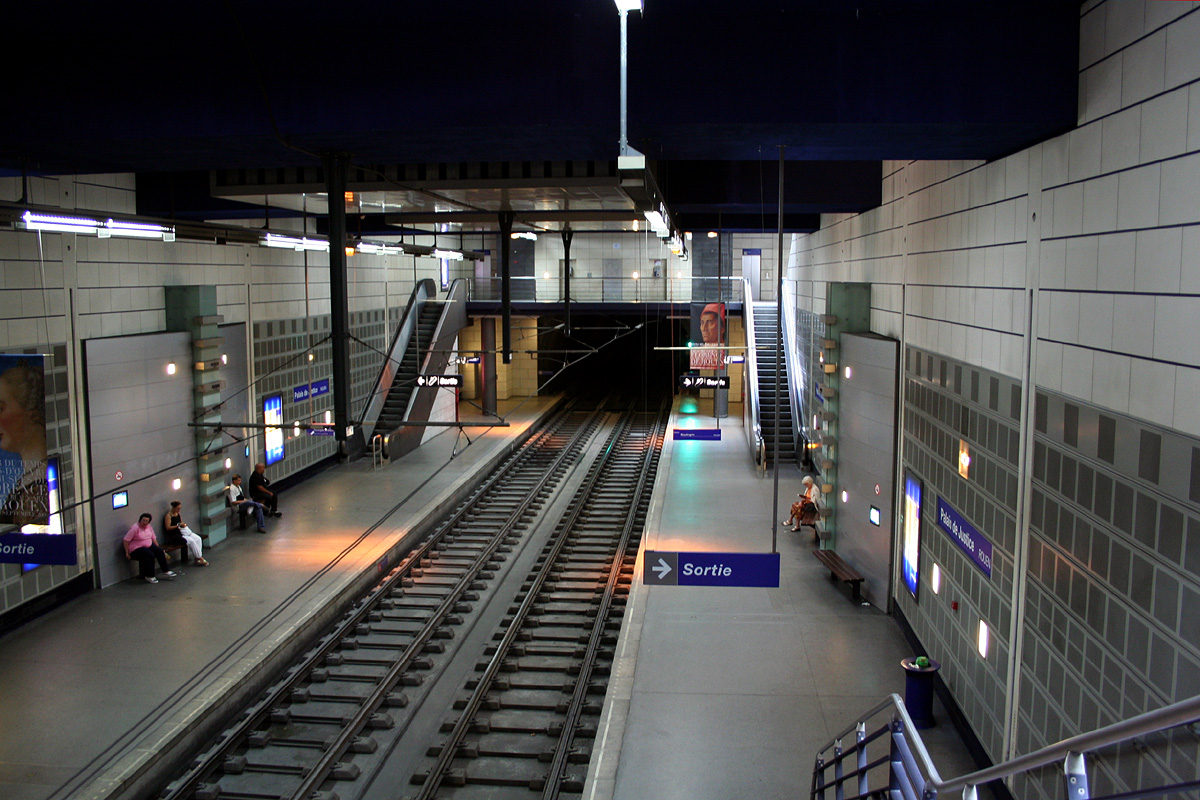
Die Tunnel-Station Palais de Justice

Die Strecke ähnelt einem kopfstehenden Y und verbindet fünf Gemeinden: Rouen, Le Petit-Quevilly, Le Grand-Quevilly, Sotteville-lès-Rouen und Saint-Étienne-du-Rouvray. Der nördliche Teil verläuft im Tunnel durch die Innenstadt von Rouen mit vier unterirdisch liegenden Stationen: Beauvoisine, Gare-Rue Verte, Palais de Justice und Théâtre des Arts. Die Haltestelle Saint Severs liegt bereits südlich der Seine, die auf einer bereits vorher bestehenden Brücke überquert wird. Dann teilt sich die Strecke in zwei Zweige: der östliche führt zur Technopôle du Madrillet in Saint-Étienne-du-Rouvray, der westliche verbindet Le Grand-Quevilly mit Rouen.
Südlich der Seine verläuft die Strecke im Wesentlichen an der Oberfläche. Lediglich drei wichtige Straßenkreuzungen werden unterfahren und nur die Haltestelle Joffre-Mutualité liegt im Tunnel.
Von 15 km Streckenlänge verlaufen nur 2,2 km unterirdisch. Von den insgesamt 31 Haltestellen liegen fünf im Tunnel. Deren Länge beträgt jeweils 60 m. Die Gestaltung der Stationen an der Oberfläche – beidseitig mit 12 m langen überdachten Wartezonen, mit Monitoren für fahrplantechnische Hinweise und Fahrkartenautomaten – ist ein Entwurf des französischen Architekten Jean-Michel Wilmotte, der unter anderem an der Renovierung des Louvre und des Elysee-Palastes in Paris mitgewirkt hat. Die Strecke ist mit einer 750 V Gleichstrom Fahrleitung ausgestattet. Der 35.000 m² große Betriebshof befindet sich in der Nähe der Station Charles de Gaulle in Le Grand-Quevilly.

## Fahrplan und Fahrzeiten
Ab Boulingrin fahren die Züge Richtung Süden je nach Tageszeit in unterschiedlichen Zeitabständen. Teilweise liegen weniger als 10 Minuten zwischen zwei Fahrten in die gleiche Richtung. Infolgedessen folgen im nördlichen Bereich der Strecke die Züge in knapp fünfminütigem Abstand aufeinander.
Die ersten Fahrten beginnen morgens gegen 5 Uhr, die letzten Züge des Tages fahren kurz vor 23 Uhr.
Eine Fahrt von Endstation zu Endstation dauert 30 Minuten auf der Strecke Boulingrin – Technopole bzw. 25 Minuten auf der Strecke Boulingrin – Le Grand Quevilly-Georges Braque.

## Fahrzeuge

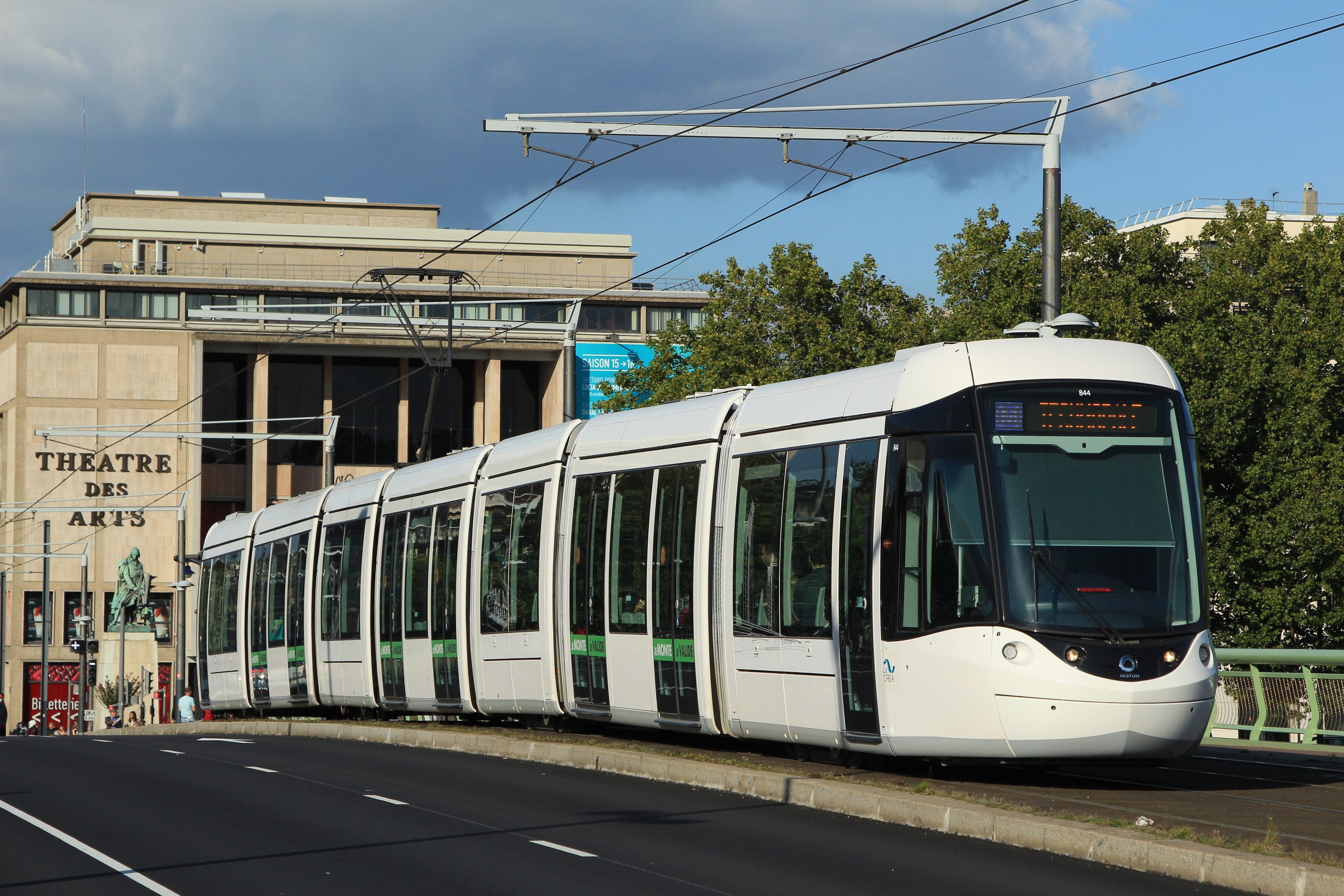
Alstom Citadis auf dem Pont Jeanne d'Arc

Zum Einsatz kommen 27 Straßenbahnen des Typs Alstom Citadis 402, welche 42 m lang sind und bis zu 300 Personen fassen können.
In seiner Sitzung vom 28. Februar 1991 hatte der Sivom den Erwerb von Fahrzeugen des teilweise niederflurigen Typs Tramway français standard (TFS) beschlossen, obwohl er vollständig niederflurige Straßenbahnwagen bevorzugt hätte. Auf eine Ausschreibung im Frühjahr 1990 hatten jedoch nur die Hersteller Alsthom und Socimi reagiert, deren Angebote um 10 % über dem veranschlagten Budget von 272 Millionen Franc lagen.
Bis 2013 kamen somit 28 TFS-Straßenbahnwagen von Alsthom zum Einsatz. Die ersten Testfahrten fanden ab Ende 1993 statt. Die dreiteiligen Zweirichtungs-Garnituren waren 29 m lang, der Niederflurbereich maß knapp 18 m. Innerhalb von zehn Jahren erhöhte sich die Fahrgastzahl um 60 %, was zu enormen Kapazitätsproblemen während der Hauptverkehrszeit führte. Am 1. Januar 2010 wurde daher entschieden, 27 neue Alstom Citadis für einen Wert von 90 Millionen Euro zu bestellen. Die TFS wurden nach Gaziantep/Türkei verkauft.